# پرونده‌های شرلوک هلمز
پرونده‌های شرلوک هلمز (به انگلیسی: The Case-Book of Sherlock Holmes) آخرین مجموعه داستانی منتشر شده دربارهٔ شخصیت خیالی شرلوک هلمز از آرتور کانن دویل است که در مجله استراند بین اکتبر ۱۹۲۱ تا آوریل ۱۹۲۷ چاپ شده‌است.

## محتویات[۲]
ماجراهای این سری داستان‌های شرلوک هلمز عبارت اند از:
1. موکل سرشناس
2. سرباز رنگ پریده
3. سنگ مازارین
4. سه سنتوری
5. خون‌آشام ساسکس
6. سه گری دب
7. پل ثور
8. یال شیر
9. مستأجر نقاب زده
10. قلعه قدیمی شاسکوم
11. رنگرز بازنشسته
12. مرد خزنده